# Türkische Dame
Die Türkische Dame (türkisch: Türk Daması) (auch Dama genannt) ist eine Variante des klassischen Damespiels, die vor allem in der Türkei sowie in Teilen des arabischen Raums und Griechenlands verbreitet ist. Wie das klassische Damespiel wird sie in der Regel auf einem Schachbrett mit 64 Feldern, 8×8, gespielt, anders als bei dieser werden die Steine jedoch sowohl auf weißen und schwarzen Feldern bewegt und horizontal statt diagonal gezogen. Die Startaufstellung unterscheidet sich insofern von der klassischen Dame, dass die Spielsteine beider Seiten jeweils die zweite und dritte Seite vollständig belegen.

## Spielweise
|   | a | b | c | d | e | f | g | h |   |
| 8 |   |   |   |   |   |   |   |   | 8 |
| 7 |   |   |   |   |   |   |   |   | 7 |
| 6 |   |   |   |   |   |   |   |   | 6 |
| 5 |   |   |   |   |   |   |   |   | 5 |
| 4 |   |   |   |   |   |   |   |   | 4 |
| 3 |   |   |   |   |   |   |   |   | 3 |
| 2 |   |   |   |   |   |   |   |   | 2 |
| 1 |   |   |   |   |   |   |   |   | 1 |
|   | a | b | c | d | e | f | g | h |   |

Wie beim klassischen Damespiel handelt es sich bei der Türkischen Dame um ein Brettspiel für zwei Spieler, die sich am Spielbrett gegenübersitzen. Dabei spielt ein Spieler die weißen und der andere die schwarzen Spielsteine und die beiden Spieler machen abwechselnd jeweils einen Zug. In der Startaufstellung werden die jeweils 16 Spielsteine auf der jeweils zweiten und dritten Reihe beider Spielbrettseiten aufgebaut, die erste Reihe bleibt frei.
Die Farben werden ausgelost oder gewählt, der weiße Spieler beginnt das Spiel. Beide Spieler ziehen nun abwechselnd jeweils einen Stein, wobei die Steine horizontal sowie vertikal vorwärts, niemals diagonal, bewegt werden dürfen. Wenn ein Spieler die gegenüberliegende Seite erreicht, wird sein Stein zu einer Dame („Dama“). Diese darf beliebig viele Felder in jede horizontale und vertikale Richtung ziehen, auch rückwärts.
Wie bei der klassischen Dame kann ein Spielstein geschlagen werden, wenn ein Stein vorwärts oder seitwärts über ihn auf ein dahinter liegendes freies Feld springen kann. Dabei herrscht Schlagzwang, ein Stein muss also geschlagen werden, wenn dies möglich ist. Kann ein Spieler mehrere Steine schlagen, ist dies ebenfalls zwingend, und wenn er die Auswahl zwischen verschiedenen Schlagrichtungen hat, muss er jeweils die mit den meisten Folgeschlagzügen auswählen. Die Dame kann beliebige weit entfernt liegende einzeln stehende Steine des Gegners schlagen, wenn jeweils dahinter ein freies Feld existiert. Alle geschlagenen Steine werden sofort vom Spielfeld entfernt, wodurch es vor allem beim Damezug möglich ist, ein Feld, das zuvor von einem geschlagenen Stein besetzt war, mehrmals zu überqueren.
Wie beim klassischen Damespiel gewinnt der Spieler, dem es gelingt, möglichst alle Steine des Gegners zu schlagen oder unbeweglich zu machen. Zudem ist es möglich, das Spiel zu gewinnen, wenn der Gegner nur noch einen einzigen verbliebenen Stein hat.

## Wettbewerbe
Seit 2014 finden jährlich Weltmeisterschaften in Türkischer Dame statt. Die ersten offiziellen Weltmeisterschaften fanden dabei vom 22. bis 24. Oktober 2014 in Izmir in der Türkei, statt. Die ersten Weltmeisterschaften der Frauen fanden im Mai 2016 in Izmir statt.

## Belege
1. ↑  Regelwerk der Türkischen Dame der Türk Daması Federasyonu (auf Türkisch); abgerufen am 2. Februar 2020.
2. ↑  Dama (aka Turkish Checkers). Abgerufen am 16. September 2021.
3. 1 2 3  Turkish Checkers (Draughts) In: Brian Burns (Hrsg.): The Encyclopedia of Games. Brown Packaging Books, 1998; S. 159.